# Massacre de Safed de 1517
O massacre de Safed foi um incidente que ocorreu em Safed logo após os turcos otomanos expulsarem os mamelucos e tomarem o Levante durante a Guerra Otomano-Mameluca em 1517. Na época, a cidade tinha cerca de 300 famílias judias. O golpe severo ocorreu quando os mamelucos entraram em confronto sangrento com as novas autoridades otomanas. A opinião de que o impacto do motim sobre os judeus de Safed foi severo é contestada.
Historiadores associam o evento ao conflito geral que ocorria no país entre o regime otomano e seus oponentes e observam que os judeus sofreram maus-tratos durante a guerra. Os relatos do ataque contra os judeus em Safed foram registrados pelo historiador Rabino Elijah Capsali de Candia (Creta) e pelo Rabino Joseph Garson, que vivia em Damasco na época. Segundo esses relatos, muitos judeus foram mortos e ficaram feridos. Eles foram obrigados a fugir da cidade e suas propriedades foram saqueadas. Estudiosos debatem se o evento levou ou não a um declínio na população judaica de Safed, mas todos concordam que alguns anos depois, os judeus restabeleceram uma presença significativa na cidade.
O ataque pode ter sido iniciado por soldados mamelucos em retirada que acusaram os judeus de ajudar traiçoeiramente os invasores turcos, com árabes das aldeias vizinhas juntando-se à confusão. Alternativamente, o ataque ocorreu durante uma tentativa dos xeques mamelucos locais de reafirmarem o seu controle após terem sido afastados do poder pelos turcos que chegavam. David sugere que a violência pode ter surgido depois de rumores de uma derrota otomana no Egito terem levado a confrontos entre os apoiantes do antigo regime e aqueles que apoiavam a recém-imposta autoridade turca. Os apoiantes do governador mameluco deposto atacaram os oficiais otomanos e, depois de terem assassinado o governador otomano, a multidão voltou-se contra os judeus e devastou o bairro judeu, sofrendo os judeus maus-tratos particulares.
Muitos judeus teriam sido mortos, enquanto outros ficaram feridos ou tiveram suas propriedades saqueadas. Segundo Garson, os judeus foram "expulsos de suas casas, roubados e saqueados, e fugiram nus para as aldeias, sem quaisquer provisões". Muitos fugiram posteriormente da cidade, mas a comunidade foi logo reabilitada com a ajuda financeira dos judeus egípcios.
A comunidade judaica se recuperou rapidamente. Os muitos judeus que tinham fugido e procurado refúgio nas aldeias vizinhas regressaram e, em 8 anos, a comunidade restabeleceu-se, ultrapassando o nível anterior de 300 famílias.  A derrubada dos mamelucos pelos otomanos trouxe mudanças importantes. Na dinastia anterior, os judeus egípcios eram guiados por seu Nagid, um rabino que também exercia as funções de um príncipe-juiz. Este cargo foi abolido porque representava um conflito potencial com a jurisdição do hahambaşi ou rabino-chefe em Istambul, que representava todos os judeus no império e que tinha, por meio de um oficial judeu (kahya), acesso direto ao sultão e seu gabinete, e podia levantar queixas de injustiças cometidas contra as comunidades judaicas por governadores nas províncias ou cristãos.